# 折原真紀
折原 真紀（おりはら まき、1955年3月10日 - ）は、日本の元歌手、元女優。岩手県出身。

## 略歴
- 出身地：岩手県奥州市
- 学歴：岩手県立水沢高等学校
- 青山学院女子短期大学進学のため東京都へ
- 芸能活動：モデル、テレビ、ＣＭ等に出演
- 歌手デビュー(東芝ＥＭＩよりシングルアルバムリリース)
- フォークミュージシャンと結婚
- 結婚を機にブティック(店名ソフィア)7店舗を経営
- 配偶者と死別。配偶者との間に息子が二人　2015/10
- TBSテレビ/爆報! THE フライデー出演　2016/10/14
- ブティック(店名ソフィア)閉店　2017/03/10
- TBSテレビ/爆報! THE フライデー出演　2017/07/07
- 宮城県仙台市へ移住
- 腰椎すべり症悪化のため手術(東京都港区三田病院)　2018/10/29
- TBSテレビ/爆報! THE フライデー出演　2019/03/08
- まきりん歌謡祭/仙台にて(折原真紀facebook第1回オフ会)開催　2019/10/29
- まきりん歌謡祭/東京にて(折原真紀facebook第2回オフ会)開催　2020/02/09
- ボーカルレッスンを経てオリジナル楽曲のレコーディング　2019〜2022
- サブスク音楽配信/夢見る頃を過ぎても(作詞/歌：折原真紀)　2022/11/01
- オリジナルＣＤ(作詞/歌/監修/折原真紀)リリース　2022/12/25
- まきりん歌謡祭/東京にて(折原真紀facebook第3回オフ会)開催　2023/07/02

## 歌手
- 楽曲：恋のとびら/日付のない日記 (なかにし礼(作詞) 都倉俊一(作曲))
- 楽曲：傘/嵐の中へ (純愛児(作詞) 栫ヒロ(作曲))
- 楽曲：Coelacanth/Forever/GoFight‼/神様おねがい/静夜(光の中へ)/夢見る頃を過ぎても

## テレビ・ラジオ・ドラマ
- 銀座NOW(TBSテレビ)
- オールナイトニッポン　(ニッポン放送)
- 折原真紀のいつかどこかで　(文化放送)
- サウンド・イン・ナウ　生中継コーナー　(ＦＭ東京)
- 燃える捜査網 第6話「十番目の黒い影」
- ザ・カゲスター 風村コンツェルン社員 役
- 太陽にほえろ! 第201話「にわか雨」気象観測士の孫娘 役
- アクマイザー3 第34話「なぜだ?! 2+3はへのへのもへじ」夏目峰子 役
- ベルサイユのトラック姐ちゃん 第15話
- 人形佐七捕物帳 第19話「贋金を裂く仮親子」
- 特捜最前線 第11話
- がんばれ!レッドビッキーズ 倉田さやか 役
- TBSテレビ爆報! THE フライデー 2016.10.14/2017.7.7/2019.3.8
- エフエムたいはく78.9 乾ひろゆき歌の世界/2023.1.24/31/2.7
- エフエムたいはく78.9 笹崎久美子 決定版 懐かしの仙台CM大百科/2023.2.28

### 映画
- 青春讃歌 暴力学園大革命 片桐千春 役
- 愛情の設計　島田照子 役
- やくざ戦争 日本の首領 佐倉真樹子 役
- 日本の首領 野望篇 佐倉真樹子 役